# Patrimoine normand
Patrimoine normand est un magazine trimestriel régional de la presse écrite française consacré au patrimoine de la Normandie.
Créé en 1995, Patrimoine normand est un magazine culturel ayant pour objectif de faire découvrir l'histoire de la Normandie, ses paysages, ses terroirs et ses traditions. Il est rédigé par des auteurs et contributeurs.
À mi-chemin entre une revue touristique, grand public, et une revue érudite. Le  profil du lectorat de Patrimoine normand, est principalement constitué d'un public érudit : professeurs, universitaires et étudiants.
Des hors-séries de Patrimoine normand sont aussi régulièrement publiés, principalement sur des thèmes liés à l'histoire.
Initialement publié par les Éditions Heimdal, le titre est repris à partir de 2010 par les Éditions Spart. Le titre est diffusé à 25000 exemplaires par numéro en moyenne.